# Anna Serret Almenara
Anna Serret Almenara (Barcelona, 29 de marzo de 1988) es una pianista y pedagoga española, de ascendencia catalana.

## Biografía
Su principal formación pianística tiene lugar como discípula del maestro Jordi Vilaprinyó durante sus estudios de piano en el Conservatorio Municipal de Música de Barcelona donde finaliza el Grado Profesional con las máximas calificaciones. También es discípula de los catedráticos Xavier Boliart y Carles Guinovart con los que adquiere sólidos conocimientos musicales en cuanto a la armonía, la composición y el análisis, obteniendo una profunda comprensión de la música, presente en sus interpretaciones. Cursa el Grado Superior de piano en la Escuela Superior de Música de Cataluña con la profesora Manuela Gouveia, finalizando con una elogiada investigación que la lleva a ofrecer varias conferencias y conciertos y rodar un documental para Televisión de Cataluña. Posteriormente realiza sus estudios de Postgrado y Perfeccionamiento de piano bajo la tutela de Albert Attenelle, heredero de la escuela pianística catalana. También se forma con Paul Badura Skoda, uno de los máximos representantes de la escuela vienesa, siguiendo sus cursos y clases magistrales en Portugal, Cataluña e Italia. Su interés por el aprendizaje constante y diversificado la lleva a recibir también clases magistrales con más de veinte maestros de piano de renombre internacional de todas las tradiciones y escuelas pianísticas (Boris Berman, Vitaly Margulis, Edith Fischer, Christian Zacharias, Luiz de Moura Castro ... ) a través de los cuales recibe un rico legado pianístico e influencia pedagógica.
Como concertista, su trayectoria se inicia de muy joven, ofreciendo recitales como solista y como miembro de numerosos grupos de cámara  en diversos ciclos y festivales internacionales de música en Cataluña, y posteriormente en España y Europa. Es aclamada por el público y la crítica, que la destaca como óptima intérprete de capacidades insólitas y define su pianismo como inaudito. Ha sido galardonada en diversos concursos tanto de piano como de música de cámara, entre los que cabe destacar los premios por unanimidad el concurso Arts Musicals y Concurs de Piano de Barcelona. 
Como pedagoga, admitida con tan sólo veintidós años como profesora en el prestigioso Conservatorio Municipal de Música de Barcelona, pronto se convierte en la más experimentada de su generación en la preparación de músicos a nivel profesional.  Ha sido invitada a impartir masterclass en diversos conservatorios y universidades europeas como el London College of Music. Sus clases han sido definidas como inspiradoras, reveladoras, alentadoras, estimulantes y creativas. Ha sido elogiada por su excepcional habilidad para transmitir y compartir el legado que ha recibido al mismo tiempo ayudando a los alumnos a encontrar su propia voz y personalidad.
Anna Serret es pionera en Cataluña, España y una de las pioneras a nivel mundial en el uso del pedal armónico.